# Moulle
Moulle es una comuna francesa situada en el departamento de Paso de Calais, en la región de Alta Francia.

## Demografía
| 814 | 802 | 762 | 828 | 853 | 909 | 1166 |
| Para los censos de 1962 a 1999 la población legal corresponde a la población sin duplicidades (Fuente: INSEE [Consultar]) |     |     |     |     |     |      |